# Operazione Gladio

Stemma associato all'organizzazione Gladio, con il motto Silendo libertatem servo («Tacendo custodisco la libertà»).

Operazione Gladio è il nome in codice di un'operazione promossa dalla CIA, il servizio di spionaggio per l'estero degli Stati Uniti, per costituire varie strutture paramilitari segrete di tipo stay-behind allo scopo di contrastare un eventuale attacco delle forze del Patto di Varsavia ai Paesi dell'Europa occidentale, nonché di combattere il comunismo con forme di guerra psicologica e di operazioni sotto falsa bandiera.

## Sintesi
Il termine Gladio è utilizzato propriamente solo in riferimento alla Stay-behind italiana. Il gladio era il simbolo dell'organizzazione italiana, mentre quello internazionale era la civetta. Durante la guerra fredda, quasi tutti i paesi dell'Europa occidentale crearono formazioni paramilitari, riunite nella Stay Behind Net sotto controllo NATO.
L'esistenza di Gladio, sospettata fin dalle rivelazioni rese nel 1984 dal membro del gruppo neofascista Avanguardia Nazionale, Vincenzo Vinciguerra durante il suo processo, fu riconosciuta ufficialmente dal presidente del Consiglio italiano Giulio Andreotti il 24 ottobre 1990, che parlò di una «struttura di informazione, risposta e salvaguardia». L'esistenza della struttura tuttavia era già esplicitamente rivelata nel libro edito nel 1979 da William Colby La mia vita nella CIA.

## Storia
Negli anni cinquanta era avvertito negli ambienti NATO il pericolo di un nuovo conflitto sul suolo europeo. In caso di attacco da parte dell'Unione Sovietica e dei suoi alleati, questa avrebbe occupato inizialmente i Paesi dell'Europa occidentale, in quanto le forze corazzate sovietiche avrebbero potuto agevolmente travolgere le prime linee di resistenza. Si ipotizzava che una prima linea di resistenza effettiva avrebbe potuto essere approntata sul fiume Reno. Questo avrebbe comunque comportato la perdita di buona parte della Germania Ovest, dell'Italia settentrionale e della Danimarca.
Durante la seconda guerra mondiale gli Alleati avevano coordinato l'attività dei movimenti resistenziali nei paesi occupati dall'Asse attraverso una rete di organizzazioni, coordinate da una speciale branca dei servizi d'informazione del Regno Unito, il SOE (Special Operations Executive). Il SOE venne dismesso dopo la fine del conflitto, ma fu riattivato all'inizio degli anni cinquanta, come nucleo di una nuova organizzazione che aveva il compito di porre in essere una rete di resistenza nei vari Paesi europei, nel caso questi fossero stati occupati dall'Armata Rossa o nel caso i comunisti avessero preso il potere attraverso un colpo di Stato.
Un primo gruppo di nazioni (Stati Uniti, Regno Unito, Francia) costituì dunque il Clandestine Planning Committee (CPC), Comitato per il coordinamento, per pianificare, in caso d'invasione, le attività comuni svolte dai rispettivi servizi d'informazione in supporto alle operazioni militari del Patto Atlantico. La struttura di coordinamento era sottoposta alla direzione del comando supremo delle forze alleate in Europa: SHAPE, ovvero Supreme Headquarters Allied Powers Europe.

### Coordinamento SHAPE
Operante in tutta la NATO, Gladio era coordinata dal CPC, l'organo multinazionale controllato dal Belgio dallo SHAPE (Supreme Headquarters Allied Powers Europe). In un articolo dell'International Herald Tribune datato 13 novembre 1990, Joseph Fitchett parla della «Resistenza della NATO», e dice che queste reti anticomuniste, finanziate in parte dalla CIA, erano presenti in tutta Europa, comprese nazioni neutrali come Svezia e Svizzera. Anche in Jugoslavia era presente un'organizzazione analoga.

### Contrasto di un'ipotetica invasione sovietica
Lo scopo principale dell'organizzazione Gladio era di contrastare una possibile invasione dell'Europa occidentale da parte dell'Unione Sovietica e dei paesi aderenti al Patto di Varsavia, attraverso atti di sabotaggio e di guerriglia dietro le linee nemiche. La NATO era consapevole infatti che le truppe stanziate in Europa occidentale non erano sufficienti a respingere una invasione dell'Armata Rossa in un conflitto diretto senza ricorrere all'uso delle armi nucleari.
Le organizzazioni Stay-behind rappresentavano quindi una possibilità di continuare a combattere in attesa dell'intervento degli Stati Uniti che, data la distanza geografica dall'Europa, sarebbe giocoforza arrivato in un secondo momento. Le sue cellule clandestine erano destinate a «stare nascoste» (o «al di là delle linee», da cui il nome in inglese Stay-behind) in territori controllati dal nemico e comportarsi come movimenti di resistenza, conducendo atti di sabotaggio e di guerriglia. Vennero considerate altre forme di resistenza clandestina e non convenzionale, come operazioni sotto falsa bandiera  (attentati e simili operazioni rivendicate sotto falsa bandiera per fomentare divisioni politiche) e attacchi terroristici.
L'idea di costruire questa rete segreta venne a ex ufficiali del SOE (Special Operations Executive, Direzione delle Operazioni Speciali) britannico, un'organizzazione del Ministero della Guerra economica che aveva operato durante la seconda guerra mondiale nei Paesi dove si erano costituiti dei governi fascisti o filonazisti (Norvegia, Francia e Italia). L'idea inglese fu subito accolta dagli Stati Uniti e si decise anche, per mantenere la segretezza, di tenerla fuori dalle organizzazioni militari tradizionali, vale a dire fuori dai comandi NATO. Nacque così Stay Behind Net.

### Ingresso dell'Italia
Oltre ai tre Paesi fondatori, diversi altri membri della NATO entrarono successivamente nella struttura. L'Italia lo fece in via ufficiale nel 1964, ma già in precedenza erano attivi accordi bilaterali tra SIFAR (l'allora servizio segreto italiano) e CIA tesi ad arruolare e ad addestrare nuclei di operativi in grado di organizzare la resistenza armata sul territorio occupato da un'invasione o controllato da forze sovversive.
In Italia è stata ipotizzata da più parti (anche dalla Commissione stragi) l'esistenza di strutture nate in chiave anticomunista nelle ultime fasi della guerra (come quelle che sarebbero derivate dalle Brigate Osoppo) e nel'immediato dopoguerra, che poi sarebbero confluite, in tutto o in parte, in Gladio.
Nel 1964, oltre all'Italia, i Paesi aderenti erano Stati Uniti, Regno Unito, Francia, Germania Ovest, Paesi Bassi, Belgio e Lussemburgo. In seguito aderirono anche Danimarca e Norvegia. Altri Paesi NATO, come Grecia, Turchia, Spagna e Portogallo, non entrarono mai, a quanto risulta, nel comitato di coordinamento. Peraltro, organizzazioni simili, pur non collegate con la struttura NATO, vennero probabilmente create in quasi tutti i Paesi occidentali che temevano un'invasione sovietica, compresi Stati neutrali come Austria, Finlandia, Jugoslavia, Svezia e Svizzera.

### Segretezza
L'esistenza di queste forze militari clandestine rimase un segreto strettamente sorvegliato durante tutta la guerra fredda fino al 1990.
In Italia dell'esistenza di Gladio erano informati i vertici politici del Paese: presidente della Repubblica, presidente del Consiglio, ministro della difesa, come pure i vertici militari. La struttura di Gladio era invece sconosciuta al parlamento. Francesco Cossiga, che fu informato dell'esistenza della struttura nel 1966, quando entrò per la prima volta al governo, come sottosegretario alla difesa, dichiarò: «Gli accordi per creare Stay Behind in Italia furono conclusi da Aldo Moro e Paolo Emilio Taviani». Inoltre Andreotti gli spiegò che aveva rivelato il segreto su Gladio perché ormai, caduto il Muro di Berlino, non vi era più alcuna ragione per non raccontare come stavano davvero le cose.

### Divulgazione del segreto
Nel 1990 il primo troncone della rete internazionale fu reso pubblico in Italia: ciò avvenne con l'autorizzazione data dal presidente del Consiglio Andreotti al magistrato Felice Casson di accedere agli archivi del SISMI per accertare il ruolo di depositi Nasco nella strage di Peteano, e con due successive comunicazioni del medesimo Andreotti, una scritta alla Commissione bicamerale di inchiesta sulle stragi e una orale alle Assemblee delle due Camere.
In Italia il suo nome in codice era Gladio, la parola che indica la corta spada a doppio taglio usata dai legionari romani (il gladio era stato adottato dalla Repubblica Sociale Italiana per sostituire le stellette). Il governo ne ordinò lo scioglimento il 27 luglio 1990.

Il governo italiano affermò che identiche forze armate clandestine erano esistite anche in tutti gli altri Paesi dell'Europa occidentale. Questa ammissione si rivelò corretta e successive ricerche dimostrarono che, in Belgio, le forze segrete della NATO erano state denominate in codice SDRA8, in Danimarca Absalon, nella Germania Ovest TD BJD, in Grecia LOK, nel Lussemburgo semplicemente Stay-Behind, nei Paesi Bassi I&O, in Norvegia ROC, nel Portogallo Aginter, in Svizzera P26, in Turchia Contro-Guerriglia e in Austria OWSGV. I nomi in codice degli eserciti segreti in Francia, in Finlandia, in Spagna ed in Svezia rimangono tuttora sconosciuti.

### Critiche al segreto
Dopo avere appreso della scoperta, il Parlamento europeo stilò una risoluzione criticando aspramente il fatto:
Al momento solo Italia, Belgio e Svizzera condussero indagini parlamentari, mentre l'amministrazione del presidente statunitense George H. W. Bush rifiutò di commentare, essendo nel mezzo dei preparativi per una guerra contro Saddam Hussein nel Golfo Persico, e temendo potenziali danni per l'alleanza militare.

## La Gladio italiana

### Origini
La presenza di una struttura Stay-behind in Italia risale al 1949, seppure con un nome diverso da Gladio. In una relazione del Comitato Parlamentare sui servizi segreti del 1995 si legge che:
Gladio fu costituita con un protocollo d'intesa tra il Servizio italiano e quello statunitense in data 26 novembre 1956, nel quale però vi era stato un esplicito riferimento ad accordi preesistenti: nella relazione inviata dal presidente del Consiglio Giulio Andreotti alla Commissione stragi il 17 ottobre 1990 verrà segnalato che con quella intesa tra SIFAR (al cui comando, al tempo della stesura del protocollo, era da poco stato posto Giovanni de Lorenzo) e CIA erano stati confermati tutti i precedenti impegni intervenuti nella materia tra Italia e Stati Uniti.
Nel giugno 1959 il Servizio segreto italiano entrò a far parte del Comitato di pianificazione e coordinamento, organo di SHAPE (Supreme Headquarters Allied Powers Europe), mentre nel 1964 entrò a far parte del Comitato clandestino alleato (ACC), emanazione del suddetto Comitato di pianificazione e coordinamento e costituito tra paesi che intendevano organizzare una resistenza sul proprio territorio, in caso di aggressione dall'Est e, a quanto sembra, anche nell'eventualità di sovvertimenti interni, ovvero tentativi di colpo di Stato interni.
L'ipotesi di finanziamenti a Gladio da parte della CIA, posti in essere per lo meno fino al 1975, era già stata avanzata nel 1990 dal generale Giovan Battista Minerva (ufficiale del SIFAR e poi del SID, in servizio con il compito di direttore amministrativo tra il 1963 ed il 1975), durante le indagini sull'incidente dell'aereo Argo 16.

### Rivelazione dell'esistenza
Il 24 ottobre 1990 Giulio Andreotti, capo del governo italiano, rivelò alla Camera dei deputati l'esistenza di Gladio, che fu quindi la prima organizzazione aderente alla rete Stay-behind ad essere resa pubblica.
Quando l'esistenza di Gladio divenne di pubblico dominio venne pubblicato un elenco di 622 «gladiatori»: ufficialmente tutti i partecipanti, dalla fondazione allo scioglimento dell'organizzazione. Tuttavia, da più parti questa lista è stata considerata incompleta, sia per il ridotto numero di uomini, ritenuto troppo basso rispetto ai compiti dell'organizzazione estesi in quasi quarant'anni, sia per l'assenza nella lista di alcuni personaggi che da indagini successive (e in alcuni casi per loro stessa ammissione) avevano fatto parte dell'organizzazione. Francesco Cossiga dichiarò che all'organizzazione fecero parte tra i 1000 e i 1200 elementi. L'allargamento dell'organico stava particolarmente a cuore a chi, dovendo dimostrare che tra i gladiatori ci fossero anche criminali (e non avendone trovati tra i 622), ipotizzava una substruttura criminal-politica coperta da quella segreta ma legale, a sua volta posta sotto l'egida della normale struttura dei servizi segreti.
Il magistrato veneziano Felice Casson trasmise il fascicolo sull'organizzazione, per ragioni di competenza territoriale, alla procura di Roma, la quale dichiarò che la struttura Stay-behind non aveva nulla di penalmente rilevante.
Luigi Tagliamonte, capo dell'ufficio amministrazione del SIFAR e, successivamente, capo dell'ufficio programmazione e bilancio del comando generale dell'Arma dei Carabinieri, durante una delle varie inchieste che ruotarono intorno alla questione, relativamente ad una base di addestramento di Gladio dichiarò:
(Dichiarazioni di Luigi Tagliamonte.)

### Gladio, la strategia della tensione e le ingerenze estere in Italia
Dopo la divulgazione del segreto, coincidente approssimativamente con la dissoluzione dell'Unione Sovietica e con la conseguente fine della guerra fredda, pur non esistendo nulla di accertato, sono state fatte molte ipotesi sulle relazioni intrattenute da questa organizzazione, o da parti deviate di essa, con l'eversione di destra o di sinistra o con attentati o con tentativi di colpo di Stato avvenuti in Italia. Già precedentemente si era comunque parlato di tale organizzazione (ne parla per esempio Aldo Moro nel suo memoriale, scritto nel 1978 durante i giorni della prigionia), e la sua esistenza era comunque ovviamente nota nell'ambito dei vertici politici, dei ministri competenti, dei vertici militari e dei servizi segreti.
Nel 2000 il rapporto del gruppo «Democratici di Sinistra-L'Ulivo», stilato in seno ad una Commissione parlamentare, concludeva che la strategia della tensione era stata sostenuta dagli Stati Uniti d'America per «impedire al PCI, e in certo grado anche al PSI, di raggiungere il potere esecutivo nel paese», identificando anche i Nuclei per la Difesa dello Stato non come un gruppo autonomo, ma come una delle operazioni portate avanti da Gladio con questi scopi.

## Legittimità della struttura
Quando il caso Gladio scoppiò in Italia, provocando la reazione del pubblico e soprattutto dei partiti di sinistra, il dibattito oltre che a livello politico venne portato anche in sede giudiziaria. Il Presidente del Consiglio Andreotti venne ascoltato dalla Commissione parlamentare d'inchiesta sul terrorismo in Italia dal giorno 3 agosto 1990. Nelle varie udienze, Andreotti fornì le relazioni dello Stato Maggiore e in ultima il parere scritto dell'Avvocato Generale dello Stato sulla legittimità di Gladio.
Nel frattempo l'inchiesta produsse il capo d'accusa di distruzione e occultamento di prove nei confronti dell'Amm. Fulvio Martini, del Gen. Paolo Inzerilli e del Cap. Gianantonio Invernizzi. La Corte d'assise che svolse il processo, oltre ad aver assolto gli imputati, non ha espresso alcun giudizio relativamente alla legittimità della struttura, in quanto questo tema è stato risolto in precedenza dall'Avvocato Generale dello Stato con un parere allegato alla Relazione sulla vicenda Gladio, presentata alla Camera dal Presidente del Consiglio. In esso si legge: «Con legge 1º agosto 1949 n. 465 è stato approvato il Trattato dell'Atlantico del Nord (NATO), sottoscritto a Washington il 4 aprile 1949: il trattato tendeva a costituire un sistema difensivo che, attraverso l'Atlantico, collegasse gli Stati Uniti all'Unione dell'Europa occidentale in attuazione dei principi affermati in una risoluzione votata dal Senato americano l'11 giugno 1948».
In effetti, tale trattato presupponeva accordi di sola natura militare, e di questa fattispecie è infatti l'accordo tra SIFAR e CIA del 28 novembre 1956; essa risulterebbe solo un'esecuzione del trattato approvato con la legge n. 465/49, legge regolarmente approvata dal Parlamento, che avrebbe così autorizzato ogni sviluppo ulteriore, anche con dilatazione degli originari compiti, purché concordato tra le parti del trattato originario.
L'esistenza di queste norme regola tuttora i rapporti tra NATO e Italia: quindi, secondo tale interpretazione, si potrebbero sempre adottare nemine contradicente decisioni a livello NATO con efficacia diretta negli Stati membri, senza ulteriori atti nazionali.
Secondo i giornalisti Indro Montanelli e Mario Cervi, Gladio era una struttura perfettamente legale e lecita, che fece scandalo soltanto in Italia perché fu usata per coprire lo sfascio dell'ideologia comunista nell'Europa orientale, e che non fu realmente sciolta solo per il vizio italiano di garantire stipendi ai dipendenti di enti ormai divenuti inutili.

## «Stay Behind» in Europa

### Austria
Nel 1947 in Austria venne svelata una struttura segreta Stay-behind, che era stata costruita da due appartenenti all'estrema destra, Soucek e Rössner. Il presidente Theodor Körner graziò gli accusati in circostanze non chiarite. Nel 1965 le forze di polizia scoprirono un deposito di armi Stay-behind in una vecchia miniera vicino a Windisch-Bleiberg, circostanza che costrinse le autorità austriache a pubblicare una lista con la posizione di altri 33 analoghi nascondigli in Austria.

### Belgio
L'assassinio del presidente del Partito Comunista del Belgio Julien Lahaut, nel 1950, ebbe un significato nazionale e internazionale, nel quale venne sospettata l'influenza della rete anticomunista Gladio. Nel 1985 il massacro del Brabante venne collegato ad un complotto interno all'organizzazione Stay-behind belga SDRA8, alla gendarmeria belga SDRA6, al gruppo di estrema destra Westland New Post, e alla Defense Intelligence Agency (DIA), il servizio segreto del Pentagono. Nel 1990, il quartier generale della struttura Stay-behind del Comitato Clandestino Alleato (ACC), si incontrò il 23 e 24 ottobre dello stesso anno sotto la presidenza del generale belga Van Calster, direttore del servizio segreto militare belga (SGR). Nello stesso anno, il Parlamento europeo condannò in una risoluzione la NATO e gli Stati Uniti, per aver manipolato la politica europea tramite le strutture Stay-behind.

### Cipro
La Costituzione del 1960 prevedeva unicamente la presenza di un piccolo esercito professionista formato da poche centinaia di uomini di entrambe le comunità cipriote. In seguito agli scontri del 1963-1964 che portarono al crollo della condivisione del potere tra greci e turchi ciprioti, fu creata la Guardia Nazionale come esercito greco cipriota con coscrizione obbligatoria. Gli ufficiali della Guardia Nazionale erano quasi esclusivamente ufficiali dell'esercito greco, con cittadinanza greca. Unità LOK furono create a Cipro sul modello delle unità greche del LOK, benché Cipro non facesse mai parte della NATO e fosse all'epoca membro del Non-Aligned Movement. Il giornalista Makarios Drousiotis ha scritto sul complotto dell'ufficiale greco Dimitris Papapostolou, all'epoca comandante del LOK di Cipro, con l'ex ministro dell'interno Polykarpos Yorkatzis per uccidere il presidente Makarios attaccando il suo elicottero e sul suo coinvolgimento nell'omicidio di Yorkatzis. Il 15 luglio 1974 un colpo di Stato contro Makarios fu eseguito dalle unità della Guardia Nazionale, con l'attacco al palazzo presidenziale perpetrato da 32 unità Moira Katadromon LOK con l'aiuto di carri armati di unità da ricognizione.

### Finlandia
Nel 1945 il ministro degli interni finlandese Leino svela la chiusura di un esercito segreto Stay-behind. Nel 1991 i mass media svedesi rivelarono che un gruppo segreto Stay-behind era esistito nella neutrale Finlandia, con una base in esilio a Stoccolma. Il ministro della difesa finlandese Elisabeth Rehn etichettò la rivelazione come una favola, aggiungendo cautamente: «Almeno una storia incredibile, di cui non so nulla».

### Francia
Nel 1947 il ministro dell'interno francese Edouard Depreux rivelò l'esistenza di un esercito segreto Stay-behind in Francia, dal nome in codice Plan Bleu. L'anno seguente, venne creato il Comitato Clandestino dell'Unione Occidentale (WUCC), per coordinare la guerra segreta non ortodossa. Nel 1949 il WUCC fu integrato nella NATO, il cui quartier generale fu stabilito in Francia, con il nome di Clandestine Planning Committee (CPC). Nel 1958 la NATO fondò il Comitato Clandestino Alleato (ACC) per coordinare la guerra segreta. Quando la NATO stabilì il nuovo quartier generale europeo a Bruxelles, l'ACC, con il nome in codice SDRA11, venne nascosto all'interno del servizio segreto militare belga (SGR), che ebbe il suo quartier generale vicino a quello della NATO.
L'illegale Organisation de l'Armée Secrète (OAS) fu creata con membri della Stay-behind francese e ufficiali della guerra francese in Vietnam. Nel 1961 l'OAS inscenò un fallito colpo di Stato ad Algeri, col supporto della CIA, contro Charles de Gaulle.
Le reti La Rose des Vents (Rosa dei Venti) e Arc-en-ciel (Arcobaleno), erano parte di Gladio. Secondo voltairenet.org, François de Grossouvre era il capo di Gladio in Francia, fino al suo presunto suicidio avvenuto il 7 aprile 1994. Il capitano Paul Barril, assieme ad altri, ha sostenuto che fu assassinato.

### Germania Ovest
Nel 1952 l'ex ufficiale delle SS Hans Otto rivelò alla polizia criminale di Francoforte sul Meno l'esistenza dell'esercito Stay-behind nazista tedesco BDJ-TD. Gli estremisti di destra arrestati vennero misteriosamente trovati non colpevoli. Nel 1976 la segretaria del BND Heidrun Hofer venne arrestata dopo aver rivelato i segreti dell'esercito Stay-behind tedesco al marito, che era una spia del KGB.
Nel 2004 il capo dello spionaggio Norbert Juretzko pubblicò un libro sul suo lavoro al BND. Entrò nei dettagli riguardo al reclutamento di partigiani per la rete di Stay-behind. Venne cacciato dal BND dopo un processo segreto contro di lui, perché il BND non riuscì a trovare il vero nome della fonte russa Rubezahl che aveva reclutato. Un uomo con lo stesso nome che Juretzko aveva fatto, venne arrestato dal KGB a causa del suo tradimento per il BND, ma era ovviamente innocente: il suo nome era stato scelto a caso da Juretzko, prendendolo dall'elenco telefonico.
Secondo Juretzko, il BND costruì la sua branca di Gladio, ma scoprì dopo la caduta della Germania Est che era completamente noto alla Stasi. Quando la rete venne smantellata, emersero ulteriori strani dettagli. Un direttore dello spionaggio aveva tenuto l'equipaggiamento radio nella cantina di casa, con la moglie che eseguiva le chiamate di prova ogni quattro mesi, sulla base del fatto che l'equipaggiamento era troppo prezioso perché restasse in mano a civili. Juretzko lo venne a sapere perché il direttore aveva smantellato la sua sezione della rete così velocemente che non ci fu tempo di adottare misure quali il recupero di tutte le attrezzature tenute nascoste.
I civili reclutati come partigiani Stay-behind erano equipaggiati con una radio a onde corte clandestina, con una frequenza fissa. Questa era dotata di una tastiera cifrata, che rendeva inutile l'uso del codice Morse. Avevano inoltre da parte ulteriori attrezzature per segnalare a elicotteri o sottomarini di sbarcare agenti speciali che avrebbero dovuto stare nelle loro case mentre preparavano operazioni di sabotaggio contro i comunisti.
Secondo l'autore della strage dell'Oktoberfest del 1980 a Monaco di Baviera, gli esplosivi provenivano da un nascondiglio di Gladio vicino al villaggio di Uelzen.
In Germania Ovest l'esecutore dell'attentato a Monaco di Baviera ha riferito che l'esplosivo proveniva da un deposito della Stay-behind tedesca.
In un articolo del 7 novembre 1990 del quotidiano francese Le Monde, un ufficiale della Gladio francese affermò: «A seconda dei casi, avremmo dovuto contrastare o favorire il terrorismo di estrema sinistra o estrema destra».
Secondo un articolo del 5 dicembre 1990 pubblicato su The Guardian a firma di Ed Vulliamy, la prima ragione della scoperta di Gladio fu «un gruppo di giudici che esaminavano lettere scoperte a Milano in ottobre, nelle quali, prima del suo omicidio, l'ex presidente democristiano Aldo Moro affermava di temere che un'organizzazione ombra accanto ad altri servizi segreti dell'Occidente [...] potrebbero essere implicati nella destabilizzazione [politica] del nostro Paese».

### Grecia
In Grecia, l'esercito Stay-behind "Forza d'Incursione Ellenica" prese il controllo del ministero della Difesa greco e diede vita ad un colpo di Stato installando la dittatura dei colonnelli (1967-1974), che si renderà in seguito protagonista di maltrattamenti, violenze e torture tra le più efferate degli ultimi cinquant'anni, anche se tra le meno note.

### Norvegia
Nel 1957 il direttore del servizio segreto norvegese (Etterretningstjenesten), Vilhelm Evang, protestò duramente contro la sovversione interna del suo Paese tramite gli Stati Uniti e la NATO e ritirò temporaneamente l'esercito Stay-behind norvegese dagli incontri del CPC. Nel 1978 la polizia scoprì un nascondiglio di armi Stay-behind e arrestò Hans Otto Meyer che rivelò l'esistenza dell'esercito segreto norvegese.

### Paesi Bassi
Un grande nascondiglio di armi venne scoperto nel 1983 vicino al villaggio di Velp, nei Paesi Bassi. Il governo fu costretto a confermare che le armi erano correlate ai progetti NATO di guerra non ortodossa.

### Portogallo
Nel 1966 è stato creato Aginter Press, la quale, sotto la direzione del capitano Yves Guerin Serac, diresse un esercito segreto Stay-behind e addestrò i suoi membri alle tecniche di azione sotto copertura, comprese esercitazioni di attentati terroristici, assassinii silenziosi, tecniche di sovversione, comunicazioni clandestine, infiltrazione e guerra coloniale. Nel 1969 in Mozambico la Aginter Press assassinò Eduardo Mondlane, capo del movimento di liberazione FRELIMO (Frente de Libertação de Moçambique).

### Regno Unito
Nel Regno Unito, il primo ministro Winston Churchill creò lo Special Operations Executive (SOE) nel 1940, per assistere i movimenti di resistenza ed eseguire operazioni di guerriglia in territorio occupato dall'Asse. Dopo la fine della seconda guerra mondiale, le organizzazioni Stay-behind vennero istituite grazie all'esperienza e al coinvolgimento di ex ufficiali del SOE.
L'organizzazione britannica fu attiva fino agli anni sessanta.

### Spagna
Nel maggio 1976, l'anno dopo la morte di Francisco Franco, due Carlisti, a Montejurra, vennero uccisi da terroristi di estrema destra: furono sostenuti (ma mai provati) collegamenti tra questo gruppo di fuoco, Gladio e la guerra sporca sudamericana.
Tra i presenti sul luogo numerosi fuoriusciti dell'estrema destra argentina francese e italiana tra cui Stefano Delle Chiaie.
L'anno seguente, col supporto di terroristi di estrema destra italiani, la Stay-behind compie una strage al civico 55 del calle de Atocha, a Madrid, dove in un attacco a un ufficio legale strettamente legato al Partito Comunista di Spagna uccidono cinque persone.

### Svezia
Nel 1951 l'agente della CIA William Colby, in servizio alla stazione CIA di Stoccolma, aiutò all'addestramento di eserciti Stay-behind nelle neutrali Svezia e Finlandia e nei Paesi NATO di Norvegia e Danimarca. Nel 1953 la polizia arrestò l'estremista di destra Otto Hallberg e scoprì l'esercito Stay-behind svedese. Hallberg venne liberato e le accuse contro di lui furono lasciate cadere.

### Svizzera
Nel 1990 il colonnello Herbert Alboth, ex comandante dell'esercito segreto Stay-behind svizzero (P26), dichiarò in una lettera confidenziale al Dipartimento della difesa di essere disposto a rivelare tutta la verità. Successivamente fu trovato nella sua casa, accoltellato con la sua stessa baionetta. Il dettagliato rapporto parlamentare sull'esercito segreto svizzero fu presentato al pubblico il 17 novembre.

### Turchia
Il gruppo ultranazionalista dei Lupi Grigi ha, secondo alcune fonti, lavorato per la Stay-behind turca. Secondo Le Monde diplomatique, Abdullah Çatlı:

## Le richieste FOIA
Tre richieste FOIA (Freedom of Information Act) sono state presentate alla CIA, la quale le ha respinte con la replica standard: «La CIA non può confermare né smentire l'esistenza o l'inesistenza di registrazioni che rispondano alla vostra richiesta». Una richiesta venne presentata dal National Security Archive nel 1991, un'altra dalla commissione del Senato italiano guidata dal senatore Giovanni Pellegrino nel 1995, riguardante Gladio e l'omicidio di Aldo Moro, l'ultima nel 1996 da Olivier Rathkolb, dell'Università di Vienna, per conto del governo austriaco, riguardante gli eserciti segreti Stay-behind dopo la scoperta di un nascondiglio di armi.

## I politici su Gladio
Sebbene l'esistenza di organizzazioni Stay-behind come Gladio è stata messa in discussione, con alcuni scettici che le descrivono come una teoria del complotto, la loro esistenza è stata confermata diverse volte da importanti esponenti politici dei paesi NATO:
(Jean-Pierre Chevenement, ex Ministro della Difesa francese.)
(Yannis Varvitsiotis, ex Ministro della Difesa greco.)

## Gladio nel cinema
In Piazza delle Cinque Lune, un film diretto da Renzo Martinelli del 2003, in base a documenti giudiziari e ad un filmato autentico del rapimento di Aldo Moro, un giudice arriva a scoprire il collegamento tra Operazione Gladio e CIA.

Il coinvolgimento di Camillo Guglielmi nel rapimento di Aldo Moro e la sua appartenenza all'organizzazione Gladio è confermato da molte fonti.
Le trame oscure della NATO/CIA in Italia vengono anche sfruttate dalla fiction di oltre oceano; di Gladio e Stay-behind si parla ad esempio nel romanzo Protocollo Sigma di Robert Ludlum.
Nel libro Romanzo criminale del 2002 (da cui è stato tratto un film nel 2005), anche se non viene mai detto chiaramente, si suggerisce che la misteriosa organizzazione che piano piano comincia a sfruttare i protagonisti sia proprio l'operazione Gladio.